# Grafenfehde
Die dänische Grafenfehde (dänisch: Grevens fejde) war ein zwischen 1534 und 1536 andauernder Bürgerkrieg in Dänemark und hat seinen Namen von den beteiligten Grafen Christoph von Oldenburg und Johann von Hoya.

## Vorgeschichte
1523 wurde der dänische König Christian II. durch seinen Onkel Friedrich I. abgesetzt. Schweden erlangte unter König Gustav Vasa mit Lübecker Unterstützung die Unabhängigkeit. 1532 versuchte Christian II. Norwegen zurückzuerobern und wurde, wieder mit Hilfe der Lübecker Flotte, endgültig besiegt und in Schloss Sonderburg gefangen gesetzt. Lübeck erhielt als Lohn weitreichende Privilegien in Dänemark.
Als 1533 Friedrich I. starb, konnte sich der dänische Reichsrat auf keinen Nachfolger einigen. Von Friedrichs ältestem Sohn, dem der Reformation zugeneigten Herzog Christian (später König Christian III.), befürchteten die katholischen Adeligen die Beschneidung ihrer Macht. Der jüngere Sohn Johann war zwar unter ihrem Einfluss aufgewachsen, doch noch nicht volljährig. Man verschob daher die Königswahl um ein Jahr.
Der Lübecker Rat unter seinem Bürgermeister Jürgen Wullenwever bot Herzog Christian, der bislang nur das Amt Hadersleben im Norden des Herzogtums Schleswig regierte, in der Hoffnung auf Verlängerung der Handelsvorteile seine Unterstützung an. Der Herzog lehnte ab, um die Lande unter der dänischen Krone von der Handelsvormacht der Hanse zu befreien.
In dieser Situation bat der Oldenburger Graf Christoph die Lübecker um Kriegshilfe zur Befreiung seines gefangenen Vetters Christian II. Auch Gustav Vasas Schwager Johann von Hoya sowie die evangelischen Städte Kopenhagen und Malmö unter den Bürgermeistern Ambrosius Bogbinder und Jörgen Kock beteiligten sich an den Kämpfen gegen den noch katholischen dänischen Adel.

## Dänemark ohne König in Bedrängnis
Im Frühjahr 1534 brach der Krieg aus. Ohne Kriegserklärung fiel der Lübecker Feldherr Marx Meyer in Holstein ein und verwüstete Trittau, Reinbek, Eutin und nach vergeblicher Belagerung der Siegesburg die Stadt Segeberg sowie einige Herrenhäuser der Familie Rantzau. Zur selben Zeit gelang Graf Christoph schnell die Eroberung von Seeland und Fünen. So wurde die Herrschaft über den Sund errungen und Lübeck konnte den Sundzoll für sich beanspruchen. Gleichzeitig erhoben sich die jütischen Bauern unter Skipper Clement.
Angesichts des anscheinend mühelosen Sieges schlossen sich nun auch die Hansestädte Stralsund, Rostock und Wismar sowie die Dithmarscher Bauern und der Mecklenburger Herzog Albrecht VII. dem Bündnis gegen den dänischen König an. Um weitere Unterstützung zu gewinnen, bot Wullenwever die dänische Krone nicht nur dem oldenburgischen Grafen, sondern auch dem englischen König und dem Kurfürsten von Sachsen an. Dem mecklenburgischen Herzog, der sich Hoffnungen auf Dänemark gemacht hatte, wurde die schwedische Krone versprochen, denn Wullenwever beabsichtigte nun auch den in seinen Augen undankbaren Gustav Vasa zu stürzen. Das führte zu Streit und mangelnder Kooperation unter den Verbündeten. Auch schickten die Fürsten lange nicht genügend Truppen und besoldeten diese zudem so schlecht, dass die Kampfmoral nach den ersten Erfolgen sank.

## Wende zugunsten Dänemarks
Erst in dieser bedrängten Lage – fast ganz Dänemark war in der Hand der Feinde – ernannte der Reichsrat am 10. August 1534 den Herzog zum König Christian III. – und büßte dafür tatsächlich einen Großteil seines Einflusses ein. Damit wendete sich das Blatt: Nachdem der Frieden von Stockelsdorf im November 1534 den Krieg in Holstein beendet hatte, erstarkten die nun unter einem König vereinten Dänen gegenüber den untereinander zerstrittenen Angreifern. Unterstützung erhielt Christian III. durch Gustav Vasa und seinen Schwager, den preußischen Herzog Albrecht von Brandenburg-Ansbach.

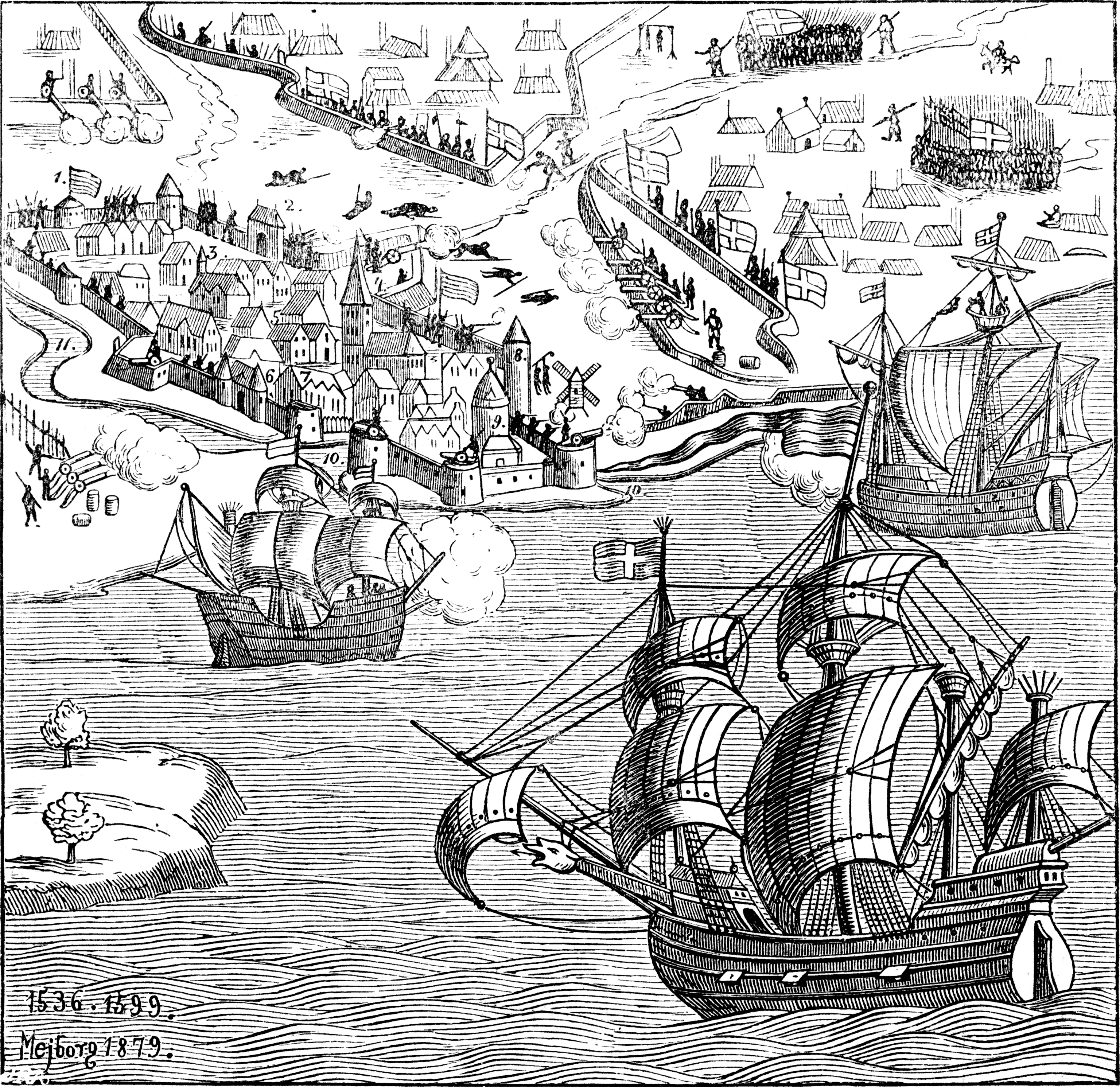
Belagerung von Kopenhagen 1535/1536 nach einem Kupferstich von 1599

Nach der Niederschlagung des Bauernaufstandes und Graf Christophs Niederlage auf Fünen gegen Johann Rantzau unterlag die Lübecker Flotte im Juni 1535 in den Seeschlachten bei Bornholm und bei Svendborg schließlich gegen eine vereinte dänisch-schwedisch-preußische Flotte unter dem dänischen Admiral Peder Skram.
Im Juli kapitulierte Lübeck. Durch die Niederlage Lübecks wurde die Hanse politisch entscheidend geschwächt. Der alte Lübecker Rat kehrte zurück. Wullenwever, der im August 1535 in Lübeck abgesetzt worden war, versuchte den Krieg auf eigene Faust fortzuführen. Im November 1535 wurde er südlich von Hamburg festgenommen, als er versuchte, Unterstützungstruppen für das belagerte Kopenhagen zu werben, und 1537 hingerichtet. Marx Meyer hielt bis zum Mai 1536 in der belagerten Festung Varberg aus.
Die Grafenfehde endete am 6. August 1536 mit der Kapitulation Kopenhagens nach über einjähriger Belagerung.